# آفتاب‌پرست (فیلم ۲۰۰۸)
آفتاب‌پرست (مجاری: Kaméleon) یک فیلم کمدی مجارستانی به کارگردانی کریستینا گودا است که در سال ۲۰۰۸ منتشر شد.